# Bolsena
Bolsena é uma comuna italiana da região do Lácio, província de Viterbo, com cerca de 4.111 (Cens. 2001) habitantes. Estende-se por uma área de 63,94 km², tendo uma densidade populacional de 64,29 hab/km². Faz fronteira com Bagnoregio, Capodimonte, Castel Giorgio (TR), Gradoli, Montefiascone, Orvieto (TR), San Lorenzo Nuovo.

## Demografia
| Variação demográfica do município entre 1861 e 2011                               |
|                                                                                   |
| Fonte: Istituto Nazionale di Statistica (ISTAT) - Elaboração gráfica da Wikipedia |